# 張國憲
張國憲，順天府宛平縣人，清朝政治人物、進士出身。

## 生平
順治二年（1645年）舉乙酉科順天鄉試，順治三年（1646年），聯登進士，同年五月，授吏科给事中。